# Kopák
Kopák je druh stavebního kamene. Vyrábí se hrubým opracováním lomového kamene do tvaru přibližného hranolu nebo (pokud má být použit pro klenbu) klínu. Pojmenován je podle početní jednotky kopa, protože se jeho dodávky kdysi v kopách počítaly.

## Rozdělení
Neupravený kopákDodává se v rozměrech 20–40 × 20–80 × 30 centimetrů s nerovnostmi ± 3 centimetry. Používá se pro další úpravy nebo jako kotevní kámen (chmelnice, stožáry).
Hrubý kopákJe opracovaný s přesností ±2 centimetry. Používá se na hrubé zdivo.
Čistý kopákJe opracovaný s přesností ±1 centimetr. Používá se na čisté řádkové zdivo.